# توم استلس
توم استلس (اسپانیایی: Tom Steels‎؛ زادهٔ ۲ سپتامبر ۱۹۷۱) دوچرخه‌سوار اهل بلژیک است.
از باشگاه‌هایی که در آن رکاب زده‌است می‌توان به تیم دوچرخه‌سواری ماپی و اسپورت فلاندر-بالوزه اشاره کرد.